# Motru (Fluss)
Der Motru ist ein rechter Nebenfluss des Jiu (deutsch: Schil) in Rumänien.

## Bezeichnung
Der Fluss trug im Altertum die dakische Bezeichnung Amutria. Er wird schon bei Claudius Ptolemäus und in der Tabula Peutingeriana genannt.

## Geografie
Der Motru entspringt im Westen der Muntii Vâlcan in den Südkarpaten. Er fließt zunächst in südlicher und sodann in südöstlicher Richtung ab, durchfließt dabei nördlich von Călugăreni den Stausee Barajul Motru, fließt an der Stadt Motru und nach der Einmündung des rechten Zuflusses Coșuștea an der Stadt Strehaia vorbei, nimmt die ihm von rechts zufließende Hușnița auf und mündet oberhalb von Filiași in den Jiu.
Die Länge des Motru beträgt 138,8 km; sein Einzugsgebiet wird mit 1.874 km² angegeben.